# Molly Keane
Molly Keane (geboren als Mary Nesta Skrine 20. Juli 1904 in Droichead Nua, County Kildare; gestorben 22. April 1996 in Ardmore) war eine irische Schriftstellerin. Sie schrieb 50 Jahre lang unter dem Pseudonym M. J. Farrell.

## Leben
Mary Skrine war eine Tochter des anglo-irischen Gutsbesitzers Walter Clarmont Skrine und der Agnes Shakespeare Higginson, die als Schriftstellerin unter dem Pseudonym Moira O’Neill veröffentlichte. Sie hatte vier Geschwister und wuchs auf dem im ökonomischen Niedergang befindlichen Landgut der Familie „Ballyrankin“ im County Wexford auf. Da sie es ablehnte, wie ihre Geschwister ein Internat in England zu besuchen, erhielt sie Unterricht von ihrer Mutter und einer Hauslehrerin. Als sie mit siebzehn mit einer Tuberkulose ans Bett gefesselt war, fing sie aus Langeweile an zu dichten und veröffentlichte 1926 ihren ersten Roman The Knight of Cheerful Countenance unter dem Pseudonym M. J. Farrell.
Skrine heiratete 1938 den Gutsbesitzer (gentleman farmer) Robert Lumley Keane (1910–1946), sie hatten zwei Kinder. Im selben Jahr inszenierte John Gielgud ihr Theaterstück Spring Meeting im Londoner Westend. Gielgud wurde ein Freund der Familie und Taufpate von Keanes Tochter Sally. Keanes Roman Good Behaviour stand 1981 auf der Shortlist des Man Booker Prize. Der Roman wurde für den Hörfunk und das Fernsehen adaptiert.
Keane bestimmte ihre Tochter Sally Phipps zur Autorin ihrer Biografie.

## Werke (Auswahl)
Unter dem Namen M. J. Farrell:
- The Knight of Cheerful Countenance (1926)
- Young Entry (1928)
- Taking Chances (1929)
- Mad Puppetstown (1931)
- Conversation Piece (1932)
- Devoted Ladies (1934)
  - Molly Keane: Die Damen aus London. Übersetzung Pociao und Roberto de Hollanda. München : List, 1995
- Full House (1935)
- The Rising Tide (1937)
- mit John Perry: Spring Meeting. Theaterstück (1938). Unter demselben Titel verfilmt im Jahr 1941[2].
- Ducks and Drakes. Theaterstück (1941)
- Two Days in Aragon (1941)
- Treasure Hunt. Theaterstück (1949). Unter demselben Titel verfilmt im Jahr 1952[3]
- Loving Without Tears (1951)
- Treasure Hunt (1952)
- Dazzling Prospect (1961)

Unter dem Namen Molly Keane:
- Good Behaviour (1981)
  - Good Behaviour. Vorwort Amy Gentry. New York: NYRB, 2021
  - Eine böse Geschichte. Übersetzung Anette Grube, Anna Leube. München : List, 1992
- Time After Time (1983)
  - Nach langer Zeit. Übersetzung Anna Leube. München : List, 1994
- Loving and Giving (1988) (auch unter dem Titel Queen Lear)
- Eibhear Walshe, Gwenda Young: Molly Keane : essays in contemporary criticism. Four Courts, Dublin, 2006